# Futou

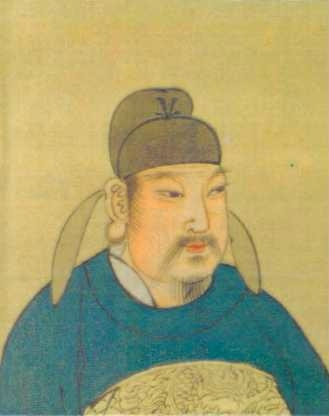
Portret cesarza Xuanzonga z futou na głowie

Futou (幞頭) – urzędowe nakrycie głowy w cesarskich Chinach, używane od czasów dynastii Han do końca dynastii Ming.
Futou pojawiło się jako urzędowe nakrycie głowy w czasach dynastii Han, jednak ich właściwy kształt uformował się dopiero w czasach dynastii Sui i Tang. Zostało zaadaptowane z szali noszonych na głowach przez chłopów (zwanych czasem "turbanami", stąd takie nazwy jak Żółte Turbany). 
Z tyłu futou znajdował się specjalny pojemnik na upięte włosy, po bokach natomiast charakterystyczne "uszy" (przez Chińczyków nazywane jiao, czyli nogami). Uszy mogły być miękkie, zwisające z tyłu (ruanjiao) lub twarde, uniesione do góry (yingjiao). W późniejszym okresie futou i upięte włosy przebijano długimi szpilami, które z czasem przekształciły się w metalowe ozdoby.
Noszenie futou zarzucono po podboju Chin przez Mandżurów w 1644 roku, kiedy to stały się bezużyteczne z powodu nakazu noszenia przez mężczyzn długich warkoczy. W okresie dynastii Qing urzędnicy nosili stożkowe oraz futrzane czapki.